# Teplička (Karlovy Vary-i járás)
Teplička település Csehországban, a Karlovy Vary-i járásban. Teplička Bečov nad Teplou, Horní Slavkov és Stanovice településekkel határos. Lakosainak száma 103 fő (2024. január 1.).

## Népesség
A település lakosságának változását az alábbi diagram mutatja:
| Lakosok száma | 277  | 386  | 383  | 151  | 81   | 98   | 124  | 119  | 113  | 103  |
|               | 1869 | 1900 | 1921 | 1961 | 1980 | 2011 | 2016 | 2019 | 2021 | 2024 |